# Grytsjön (Döderhults socken, Småland, 635990-153384)
Grytsjön är en sjö i Oskarshamns kommun i Småland och ingår i Viråns huvudavrinningsområde. Sjön är 12,4 meter djup, har en yta på 0,132 kvadratkilometer och är belägen 45,2 meter över havet.